# Jamaltransstroi
Die Offene Aktiengesellschaft „Jamaltransstroi“ (russisch ОАО «Ямалтрансстрой») ist eine russische Baugesellschaft und Generalunternehmer von Gazprom für Bau und Betrieb der Eisenbahnlinie auf der Jamal-Halbinsel zu den Vorkommen Bowanenkowskoje, Charassawejskoje und Nowoportowskoje. Hauptsitz der Gesellschaft ist Moskau, die örtliche Betriebsleitung befindet sich in Labytnangi.

## Geschichte
1985 wurde die Bau- und Montagevereinigung „Jamaltransstroi“ für den Eisenbahnbau im Hohen Norden Westsibiriens gegründet. 1986 begann der Bau der 509 km lange Bahnstrecke Obskaja–Karskaja zum Gaskondensatvorkommen an der Landspitze Charassawej. Die Eisenbahnstrecke verläuft vollständig nördlich des Polarkreises auf Dauerfrostboden und ist geologisch, klimatisch und aufgrund der Naturverhältnisse eine der kompliziertesten Eisenbahnstrecken, die je gebaut wurden. 1992 wurde der Betrieb in eine Aktiengesellschaft umgewandelt.
2009 hat die Gesellschaft die Errichtung einer 4 km langen Brücke über den Fluss Juribei (334. km der Bahn) – eines der kompliziertesten Objekte im Polargebiet – abgeschlossen. Nach Abschluss der Arbeiten an der Eisenbahnstrecke 2010 gingen die Einkünfte der Gesellschaft drastisch zurück und sanken auf 9,4 Mrd. RUB.

## Eigentümer und Geschäftsführung
1992  wurde der Geschäftsführer der Betriebs-, Bau- und Montagevereinigung Wladimir Nak zum Generaldirektor der Betriebs-, Bau- und Montagevereinigung „Jamaltransstroi“ gewählt. Im April 1997 wurde sein Sohn Igor Nak zum Generaldirektor der OAO „Jamaltransstroi“. Zum Ende 2011 sind ca. 82 % der Gesellschaft durch die Unternehmen von Igor Nak kontrolliert, es wurden Verhandlungen über den Verkauf des Anteils von Igor Nak an „Stroygazconsulting“ von Ziyad Manasir geführt.